# Trimalaconothrus barrancensis
Trimalaconothrus barrancensis är en kvalsterart som beskrevs av Hammer 1961. Trimalaconothrus barrancensis ingår i släktet Trimalaconothrus och familjen Malaconothridae. Inga underarter finns listade i Catalogue of Life.